# Кущевське ПСГ
Кущевське ПСГ – підземне сховище газу на півдні Росії, у Краснодарському краї.
Сховище створили на основі виснаженого Кущевського газоконденсатного родовища. Зберігання газу відбувається у алевролітах альбського яруса (нижня крейда), які залягають на глибинах від 1200 до 1400 метрів.  
Пробне закачування газу розпочалось у 1991-му і поступово сховище вивели на проектний активний об’єм у 5 млрд м3. Відбір газу може здійснюватись в обсягах до 65 млн м3 на добу. 
Фонд експлуатаційних свердловин ПСГ налічує 159 одиниць, з яких 90 відносяться до горизонтальних.
Сховище сполучене з компресорною станцією Кущевська, розташованою на трасі газопроводів Ростов – Майкоп та Ростов – Ленінградська.